# 三代目襲名
『三代目襲名』（さんだいめしゅうめい）は、1974年8月10日に東映で公開された日本映画。「山口組三代目」の続編であり、三部作『山口組三代目シリーズ』の第二弾。

## 概要
神戸の小さな組を日本最大の暴力団に育てた田岡の一代記。戦争中の刑務所から戦後の混乱期の神戸にその名を轟かすまでを描く。
『山口組三代目』が各地区の防犯協会から上映阻止の運動が起きたため、岡田茂東映社長は「ここ当分は続編を作らない」と言明した。しかし既に一年近く経ち、"ここ当分"の期間は過ぎたと判断、東宝の夏興行が『ノストラダムスの大予言』、松竹が『男はつらいよ 寅次郎恋やつれ』と伝わり、当初は『あゝ決戦航空隊』で勝負を挑む予定であったが、全国の映画館主から「東宝・松竹に対抗するには、動員対象が全く異なる企画でないと駄目」とクレームがつき、『山口組三代目』の続編要望もあり、映画化しようとしたこの田岡組長の手記続編あたりから、次々現存する人物が登場し、面倒な問題も増えたが、いろいろ対策を練った末、続編をぶつけることに決めた。映画関係者からは「東宝・松竹・東映とそれぞれ個性の強い作品で十八番の企画。観客対象も喰い合わない、映画全体にとって一番理想的な、従来にない興行布陣」と評された。
「儲けのためなら手段を選ばない」「商売になるなら何でもやる東映の体質が問題」などと、マスコミからの猛烈な批判が浴びせられたが、「暴力礼賛ではない。社会の一つの現実を描くものだ。こちらも商売だ」などと居直り製作を強行。本来『山口組三代目襲名篇』と予定したタイトルは、防犯協会から約束が違うと迫られたため『三代目襲名』に自主規制した。1974年7月4日、クランクイン。
この後、全国展開する時代を描くシリーズ三作目『山口組三代目 激突篇』も製作予定であったが、制作阻止を狙った警察が、山口組に利益供与しているとプロデューサーの田岡満を22件もの容疑で逮捕するなど、三作目の製作を断念したためこの作品が最終作となった。

## 評価
4億1700万円の配給収入を記録、1974年（昭和49年）の邦画配給収入ランキングの第5位となった。
総ラッシュを鑑賞した田岡一雄は「一部は叙情的。二部は殺伐として立ち回りが多い。全体としては"甲"のでき」と評した。

## 出演
山口組
- 二代目山口組
- 山口登（演者・水島道太郎）…山口組二代目組長。
- 古川松太郎（演者・河合絃司）…山口組二代目舎弟。
- 森川盛之助（演者・田島義文）…山口組二代目舎弟。
- 隅谷末吉（演者・大木実）…山口組二代目若衆（幹部）
- 渡辺藤吉（演者・南利明）…山口組二代目若衆
- 中島武雄（演者・楠本健二）…山口組二代目用心棒
- 古川つね子（演者・八代郷子）…松太郎の妻
三代目山口組
- 田岡一雄（演者・高倉健）…主人公。愛称はクマ。山口組二代目若衆から三代目に。
- 田岡文子（演者・松尾嘉代）…一雄の妻。
- 岡精義（演者・山本麟一）…港運会社社長。田岡より格上だったが舎弟に。
- 山田久一　(演者・唐沢民賢)…舎弟頭。
- 吉川勇次（演者・待田京介）…一雄に刑務所で世話になり若衆に。
- 大西利一（演者・奈辺悟）…国士舘大生から若衆に。
- 佐藤淳郎（演者・白井滋郎）…国士舘大生から若衆に。
- 地道行雄（演者・渡瀬恒彦）…兄の自転車屋の手伝いから若衆に。
- 梶原清晴 (演者・青木卓司)…若衆。
- 山口組若衆（演者・高並功、木谷邦臣、志茂山高也、有田剛）

荒政組(本家は下関）
- 関東支部(浅草）
- 上村進吉（演者・天津敏）…支部長。
- 組員A（演者・岩尾正隆）
関西支部
- 岩間三郎（演者・今井健二）…支部長。
- 今津（演者・川谷拓三）…組員。

刑務所
- 戒護課長（演者・芦田鉄雄）
- 看守A（演者・西田良）
- 看守B（演者・白川浩二郎）
- 看守C（演者・小田部通麿）
- 安田正男（演者・室田日出男）…看守にゴマをすり班長になる囚人。
- 囚人A（演者・藤原釜足）
- 囚人B（演者・山田吾一）
- 金張栄（演者・田中邦衛）…どぶ金と呼ばれる韓国人の囚人。

三国人聯盟
- 朴基栄（演者・川合伸旺）…会長。
- 柳永伍 （演者・汐路章）…幹部。
- 張大竜（演者・曽根晴美）
- 黄源昌（演者・遠藤太津朗）…田岡やどぶ金と同じ刑務所にいた。
- 菅谷政雄（演者・安藤昇）…国際ギャング団のリーダー。三国人聯盟の顧問。
- 三国人聯盟（演者・秋山勝俊、阿波地大輔、藤本秀夫、池田謙治、藤長照夫、五城影二、福本清三）
- 朝鮮人（演者・大城泰）

その他
- 鈴玄（演者・中村錦司）…港劇場主。
- 天遊軒清月（演者・篠ヒロコ）…女浪曲師。
- 上島安吉（演者・山城新伍）…遊び人。
- 港座の間切り（演者・原啓子）
- 竹村昭二（演者・岩田直三）…市長代理
- 利田大蔵（演者・有川正治）…港署署長
- 横山康男（演者・五十嵐義弘）…港署警備課長
- 南辰市（演者・南道郎）…片腕の男
- 鎌田治三郎（演者・内田朝雄）…花村海運社長
- 花村海運幹部（演者・北村英三）
- 田谷竹造（演者・疋田泰盛）…労務者
- 労務者（演者・河崎直人）
- 花村組若衆（演者・丘路千）
- 派出所の警官（演者・木田三千雄）
- 佐々木巡査（演者・鳥巣哲生）
- 地道の兄（演者・鈴木康弘）
- 興行者（演者・島田秀雄）
- 乱暴される女（演者・司京子）
- その娘（演者・南マリサ）
- ナレーター…酒井哲